# Eugène Schwartz
Eugène Schwartz, född den 2 augusti 1847 i Stockholm, död där den 2 februari 1914, var en svensk språkvetare och skolman. Han var son till Gustaf Magnus och Marie Sophie Schwartz.
Schwartz blev student vid Uppsala universitet 1867, filosofie doktor 1867 och docent i nordiska språk vid Uppsala universitet samma år. År 1882 blev han rektor vid Östermalms högre läroanstalt för flickor (kvarstod till 1910), 1901 medredaktör och utgivare av Pedagogisk tidskrift. Schwartz var en av grundarna av Boströmsförbundet. Ett bevis på den framskjutna och ansedda ställning han intog som skolman är att han under en lång följd av år var ordförande i Stockholms lärarsällskap och Svenska lärarsällskapet. Båda var sammanslutningar av väsentligen läroverkslärare, men Schwartz var aldrig anställd som ordinarie lärare vid statens läroverk. Han ägde starka humanistiska intressen och hörde därför till dem som kämpade för de klassiska studiernas vidmakthållande vid svenska läroverk. Schwartz är begraven på Norra begravningsplatsen utanför Stockholm.